# Весёлое (Судак)
Весёлое (до 1945 года Кутла́к; укр. Веселе, крымскотат. Qutlaq, Къутлакъ) — село на юго-востоке Крыма. Входит в Городской округ Судак Республики Крым (согласно административно-территориальному делению Украины — Весёловский сельсовет Судакского горсовета Автономной Республики Крым).

## География

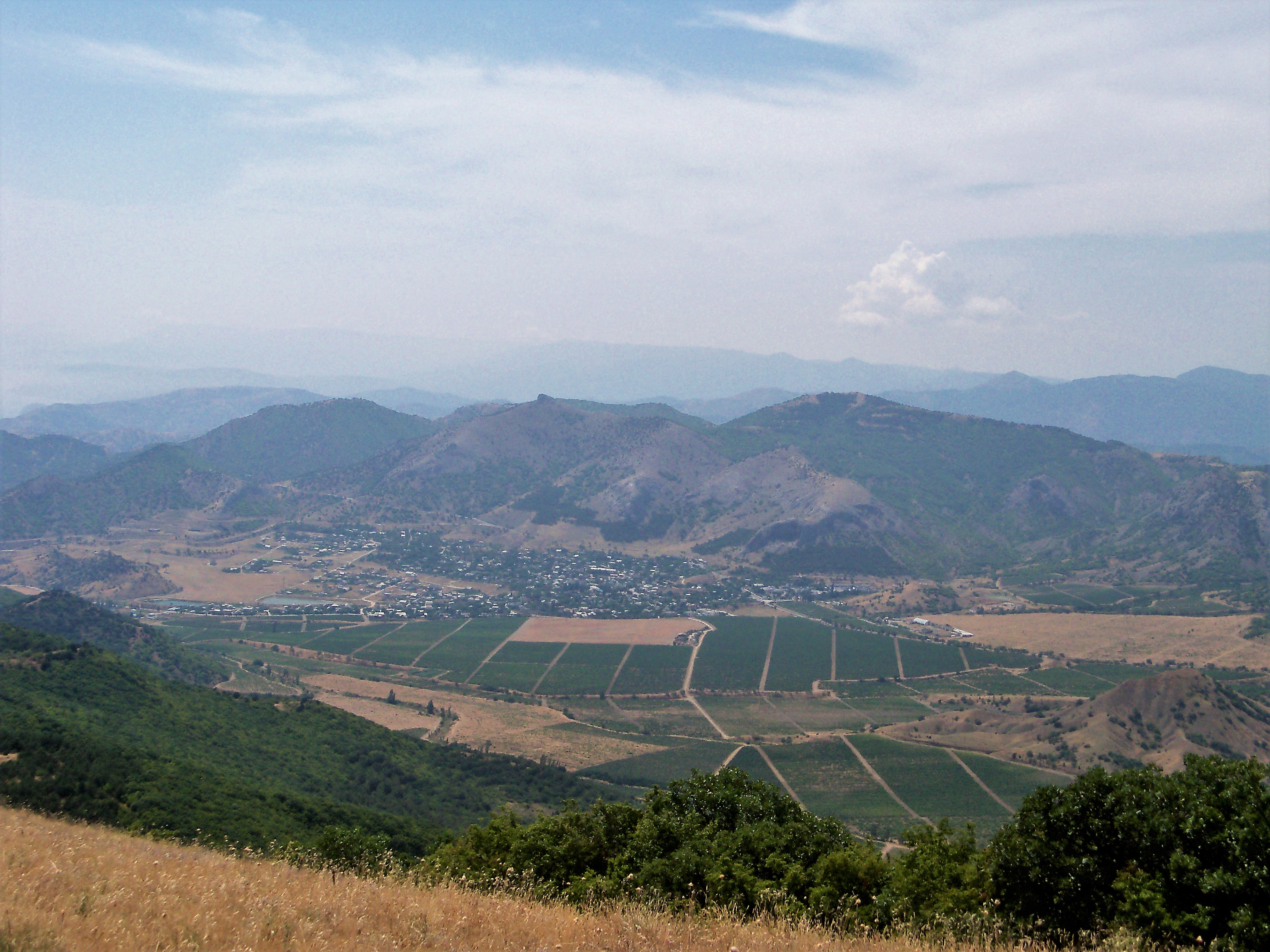
Вид с хребта Алчах-Кёзин-Сырты

Весёлое расположено к западу от Судака, в долине реки Кутлак, с запада гора Баш-Пармак, высота центра села над уровнем моря 126 м. Расстояние до Судака около 10 километров (по шоссе), ближайшая железнодорожная станция — Феодосия — примерно в 52 километрах. Соседние населённые пункты — Междуречье на северо-западе и Морское на юго-западе. Транспортное сообщение осуществляется по региональной автодороге 35К-005 Алушта — Судак — Феодосия (по украинской классификации — P-29).

## История

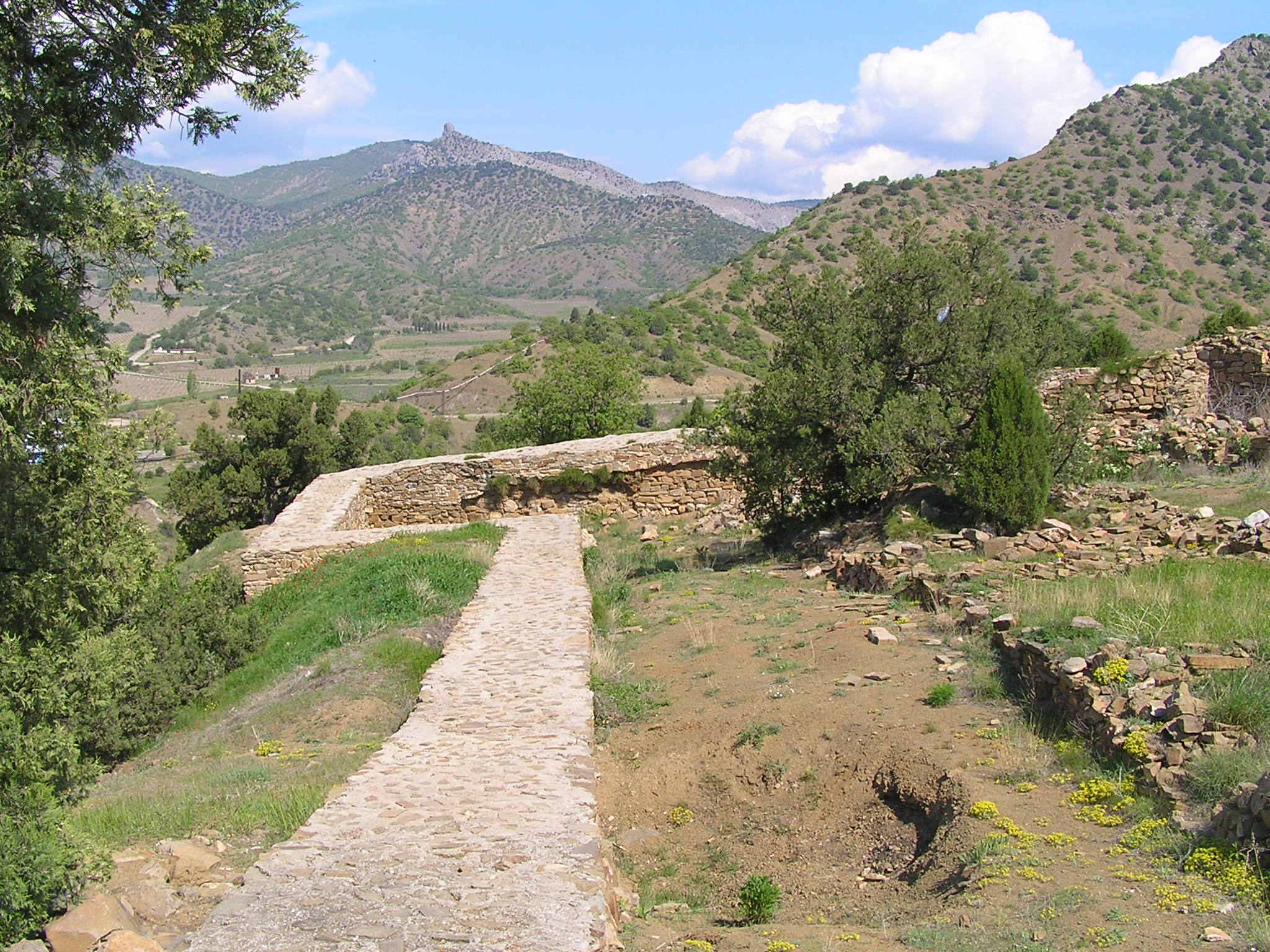
Кутлакская крепость

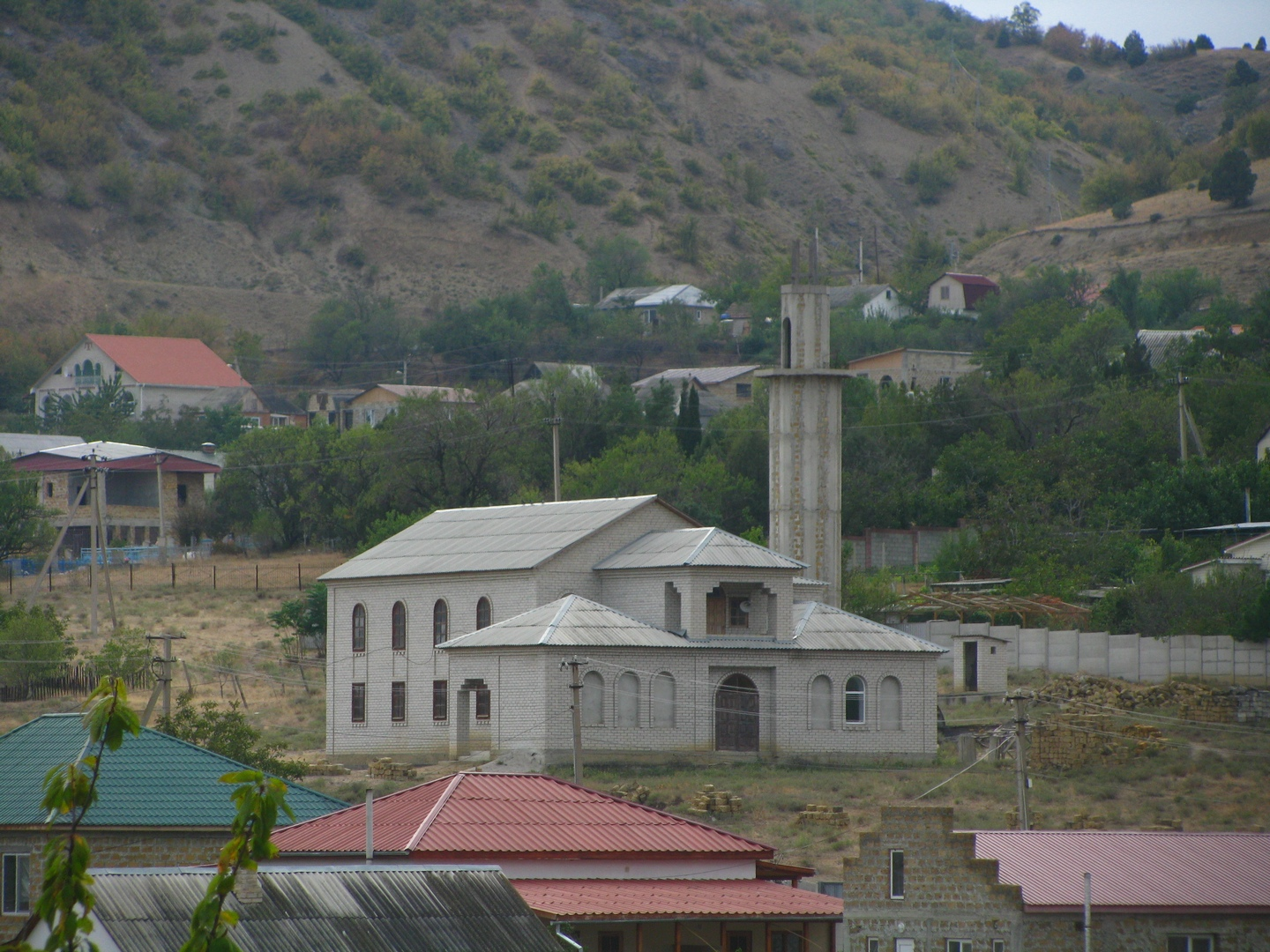
Мечеть

Первое известное поселение на месте Весёлого — «Кутлакская крепость» — античное укрепление I века до н. э. — I века н. э. (предположительно, упоминаемый Аррианом Афинеон), относимый историками к деятельности Боспорского царя Асандра на западной границе Боспорского царства.
Вновь селение упоминается в генуэзских источниках XIV века в составе Солдайского консульства, а, после захвата в 1475 году генуэзских колоний Османами, Кутлак входил в Судакский кадылык санджака Кефе (до 1558 года, в 1558—1774 годах — эялета). По первой переписи населения Кефинского санджака 1520 года в селении было учтено 277 жителей — 10 мусульман (3 семьи) и 267 христиан (51 семья), на 1542 год христиан числилось 378 человек (64 двора), мусульман — 3 семьи (15
человек). К 1634 году в селении христиан не осталось: по налоговым ведомостям того года из Кутлака недавно выселились жители последних 13 дворов: в Манастир — 3, Сартану — 1, в Судак — 3 и в общину Кефе — 6 дворов. (в Джизйе дефтера Лива-и Кефе (Османских налоговых ведомостях) 1652 года, где перечислены христиане-налогоплательщики Кефинского эялета, Кутлак не значится). В «Османском реестре земельных владений Южного Крыма 1680-х годов» в Кутлаке кадылыка Сугдак числилось 7 местных (и 25 из других селений) землевладельцев (все — мусульмане), владевших 795 дёнюмами земли. После обретения ханством независимости по Кючук-Кайнарджийскому мирному договору 1774 года «повелительным актом» Шагин-Гирея 1775 года селение было включено в Крымское ханство, в состав Кефинского каймаканства Судакского кадылыка, что зафиксировано и в Камеральном Описании Крыма… 1784 года.

После присоединения Крыма к России (8) 19 апреля 1783 года, (8) 19 февраля 1784 года, именным указом Екатерины II сенату, на территории бывшего Крымского Ханства была образована Таврическая область и деревня была приписана к Левкопольскому, а после ликвидации в 1787 году Левкопольского — к Феодосийскому уезду Таврической области. С началом Русско-турецкой войной 1787—1791 годов, в феврале 1788 года производилось выселение крымских татар из прибрежных селений во внутренние районы полуострова, в том числе и из Кутлака. В конце войны, 14 августа 1791 года всем было разрешено вернуться на место прежнего жительства. В 1793 году Петром Палласом было составлено первое известное описание селения 
Деревня Кутлак… окружена со всех сторон горами средней высоты и частью усажена виноградниками, дающими вино посредственного качества, слабое и вовсе не сохраняющееся.
 После Павловских реформ, с 1796 по 1802 год, входила в Акмечетский уезд Новороссийской губернии. По новому административному делению, после создания 8 (20) октября 1802 года Таврической губернии, Кутлак был включён в состав Кокташской волости Феодосийского уезда.

По Ведомости о числе селений, названиях оных, в них дворов… состоящих в Феодосийском уезде от 14 октября 1805 года, в деревне Кутлак числился 21 двор и 74 жителя, исключительно крымских татар. На военно-топографической карте генерал-майора Мухина 1817 года деревня Кутлак обозначена с 29 дворами. После реформы волостного деления 1829 года Кутляк, согласно «Ведомости о казённых волостях Таврической губернии 1829 года» остался в составе Кокташской волости. На карте 1836 года в деревне 89 дворов, как и на карте 1842 года. Шарль Монтандон в своём «Путеводителе путешественника по Крыму, украшенный картами, планами, видами и виньетами…» 1833 года так описал Кутлак 
Обитатели селения живут в достатке, получая доход от своих виноградников и от продажи жерновых камней, добываемых в карьерах окрестных гор.

В 1860-х годах, после земской реформы Александра II, деревню приписали к Таракташской волости. Согласно «Списку населённых мест Таврической губернии по сведениям 1864 года», составленному по результатам VIII ревизии 1864 года, Кутлак — казённая татарская деревня со 135 дворами, 545 жителями, кордоном пограничной стражи и мечетью при фонтане. По обследованиям профессора А. Н. Козловского начала 1860-х годов, селение «…изобилуют родники прекрасной пресной воды». На трёхверстовой карте Шуберта 1865—1876 года в деревне Кутлак обозначено всего 56 дворов. На 1886 год в деревне, согласно справочнику «Волости и важнѣйшія селенія Европейской Россіи», проживало 735 человек в 161 домохозяйстве, действовала мечеть и 2 лавки. В «Памятной книге Таврической губернии 1889 года» по результатам Х ревизии 1887 года в Кутлаке 243 двора и 1142 жителя. В конце XIX века Головкинский так описывал селение 
Кутлак — богатая деревня; в ней есть красивая мечеть, пользующаяся известностью в большом районе, и много хороших садов. Сады тянутся далеко от деревни, по широкой долине Мерьялиде, сбегающей к морю
После земской реформы 1890-х годов деревня осталась в составе преобразованной Таракташской волости. По «…Памятной книжке Таврической губернии на 1892 год» в Кутлаке, составлявшем Кутлакское сельское общество, числилось 1244 жителя в 248 домохозяйствах, на верстовке Крыма 1893 года — те же 248 дворов с татарским населением. Всероссийская перепись 1897 года зафиксировала в деревне 1 550 жителей, из которых 1 548 мусульман (крымских татар). По «…Памятной книжке Таврической губернии на 1902 год» в деревне Кутлак, составлявшей Кутлакское сельское общество, числилось 1459 жителей в 265 домохозяйствах. По Статистическому справочнику Таврической губернии. Ч.II-я. Статистический очерк, выпуск пятый Феодосийский уезд, 1915 год, в деревне Кутлак Таракташской волости Феодосийского уезда числилось 467 дворов (463 двора с землёй, 4 — безземельные) с татарским населением в количестве 1616 человек приписных жителей и 206 «посторонних», из которых 1027 мужчин и 785 женщин. Жители владели 1332 десятинами удобной земли. В хозяйствах имелось 150 лошадей, 104 вола, 130 коров и 2332 головы овец, свиней, или коз. Согласно списку 1915 года «…русских подданных из австрийских, венгерских или германских выходцев» землевладельцев, опубликованном в газете «Таврические губернские ведомости» в апреле 1915 года, при деревне Кутлак значатся крымские немцы Нефф Бернгарт Генрихович, владевший 4 десятинами виноградника и Приб Амандус Иванович — 1 дес. 1200 квадратных саженей та же виноградника.

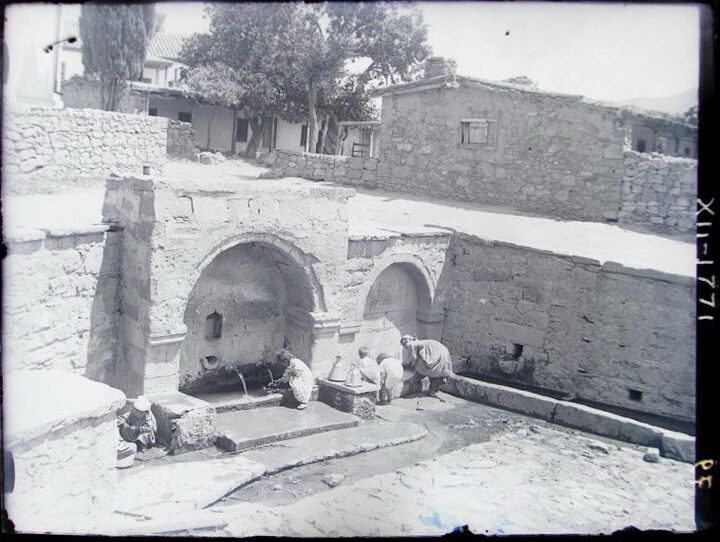
Родник Коин-Чешме, 1920 год

После установления в Крыму Советской власти, по постановлению Крымревкома от 8 января 1921 года была упразднена волостная система и село включили в состав вновь созданного Судакского района Феодосийского уезда,, а в 1922 году уезды получили название округов. 11 октября 1923 года, согласно постановлению ВЦИК, в административное деление Крымской АССР были внесены изменения, в результате которых округа ликвидировались и Судакский район стал самостоятельной административной единицей. Согласно Списку населённых пунктов Крымской АССР по Всесоюзной переписи 17 декабря 1926 года, в селе Кутлак, центре Кутлакского сельсовета Судакского района, числился 381 двор, из них 379 крестьянских, население составляло 1563 человека. В национальном отношении учтено 1551 татарин, 6 греков, 3 украинцев, 3 русских, действовала татарская школа. По данным всесоюзная перепись населения 1939 года в селе проживало 1636 человек.
В 1944 году, после освобождения Крыма от фашистов, согласно постановлению ГКО № 5859 от 11 мая 1944 года, 18 мая крымские татары были депортированы в Среднюю Азию. На май того года подлежало выселению 1479 человек; было принято на учёт 396 домов спецпереселенцев. 12 августа 1944 года было принято постановление № ГОКО-6372с «О переселении колхозников в районы Крыма» и в сентябре 1944 года в район приехали первые новосёлы (2469 семей) из Ставропольского и Краснодарского краёв, а в начале 1950-х годов последовала вторая волна переселенцев из различных областей Украины. Указом Президиума Верховного Совета РСФСР от 21 августа 1945 года Кутлак был переименован в Весёлое и Кутлакский сельсовет — в Весёловский. С 25 июня 1946 года Весёлое в составе Крымской области РСФСР, а 26 апреля 1954 года Крымская область была передана из состава РСФСР в состав УССР. Указом Президиума Верховного Совета УССР «Об укрупнении сельских районов Крымской области», от 30 декабря 1962 года Судакский район был упразднён и село включили в состав Алуштинского района. 1 января 1965 года, указом Президиума ВС УССР «О внесении изменений в административное районирование УССР — по Крымской области»

Долина реки Кутлак. Памятный знак жертвам селя 1967 года
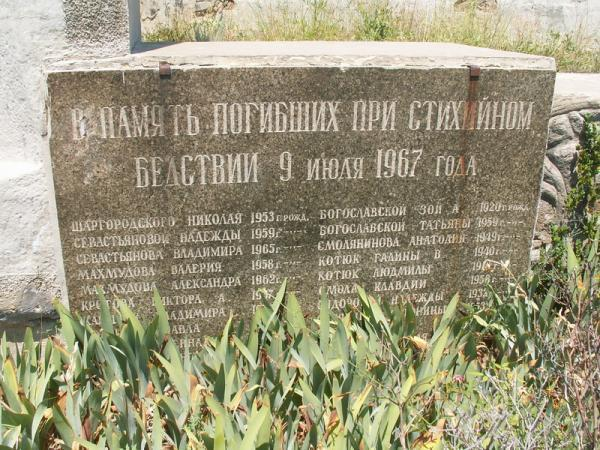
Мемориальная табличка с именами погибших

9 июля 1967 года в долине прошёл сильнейший ливень, вызвавший сильный селевой поток. Когда погода начала портиться за отдыхающими на берегу из села отправили две грузовые машины, куда погрузили в первую очередь детей. Водители передвигались по грунтовке в русле сухого водотока реки Кутлак. Одну из машин полутораметровый грязевой поток перевернул и потащил в море. На поверхности воды образовался слой плавающих брёвен, обломков толщиной до метра, людей потоком затягивало под него. Часть пострадавших спасли оставшиеся на пляже. Поиск тел водолазами продолжался неделю. Погибло по разным данным от 26 до 22 человек, из них 15 детей. Местные газеты о трагедии умолчали. Информацию передала радиостанция «Голос Америки». В 1968 году недалеко от Весёлого установили памятный знак со списком из двадцати имён. Жителей села Николая Мелехова, Виктора Борисова, Надежду Борисову, Александра Плетнёва и Анатолия Смолянинова (посмертно) наградили медалями «За спасение утопающих».
Весёлое предано в состав Феодосийского горсовета. На 1974 год в Весёлом числилось 1146 жителей. В 1979 году был воссоздан Судакский район и село передали в его состав. По данным переписи 1989 года в селе проживало 1195 человек. С 12 февраля 1991 года село в восстановленной Крымской АССР. Постановлением Верховного Совета Автономной Республики Крым от 9 июля 1991 года Судакский район был ликвидирован, создан Судакский горсовет, которому переподчинили село. 26 февраля 1992 года Крымская АССР переименована в Автономную Республику Крым. С 21 марта 2014 года в составе Крыма аннексировано Россией, с 5 июня 2014 года в Городском округе Судак.
В 2000 году Весёлое стало местом проведения музыкального фестиваля «Казантип».

## Современное состояние

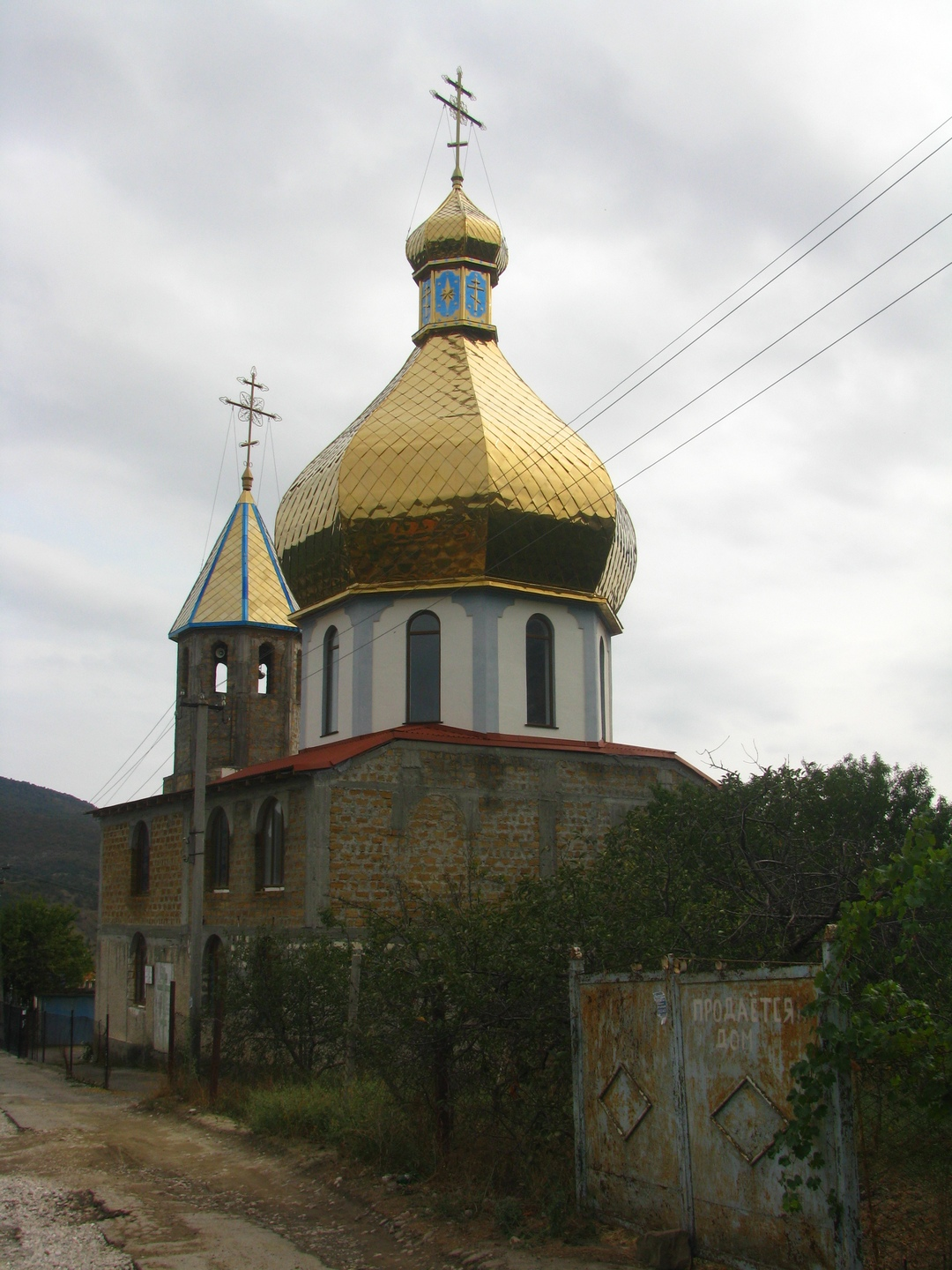
Храм Андрея Первозванного

На 2018 год в Весёлом числится 30 улиц и 3 переулка; на 2009 год, по данным сельсовета, село занимало площадь 468 гектаров на которой, в 600 дворах, проживало 1569 человек. В селе действуют средняя общеобразовательная школа, детский сад «Сказка», дом культуры, амбулатория общей практики семейной медицины, отделение Почты России, храм Святого Апостола Андрея Первозванного.
В селе расположено винодельческое предприятие ГП «Веселовское» (в 2010 году объединено с ГП «Морское») входящее в состав НПАО «Массандра». Весёлое связано автобусным сообщением с Судаком и соседними населёнными пунктами.

## Население
| 2001 | 2014  |
| ---- | ----- |
| 1596 | ↗1675 |

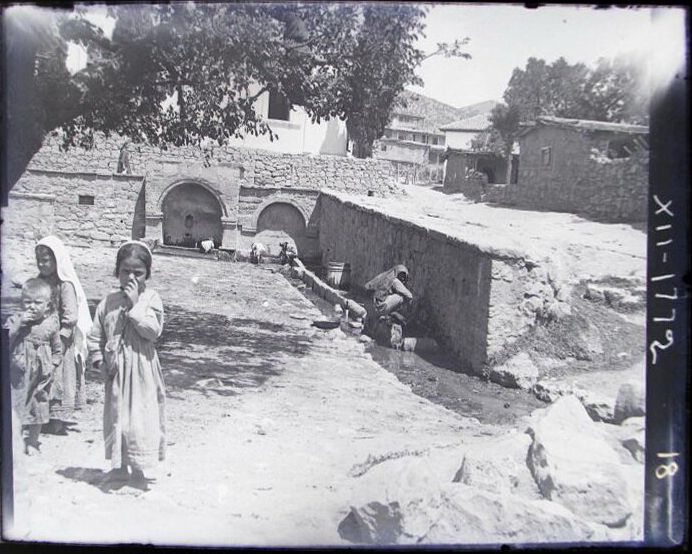
Дети у фонтана Биюк-Чешме, 1920 год

Всеукраинская перепись 2001 года показала следующее распределение по носителям языка
| Язык             | Процент |
| ---------------- | ------- |
| русский          | 58,15   |
| крымскотатарский | 24,87   |
| украинский       | 10,28   |
| другие           | 0,38    |

### Динамика численности
| - 1520 год — 277 чел. - 1542 год — 393 чел. - 1805 год — 74 чел. - 1864 год — 545 чел. - 1886 год — 735 чел. - 1889 год — 279 чел. - 1892 год — 1244 чел. - 1897 год — 1550 чел. - 1902 год — 1459 чел. | - 1915 год — 1616/206 чел. - 1926 год — 1563 чел. - 1939 год — 1636 чел. - 1974 год — 1146 чел. - 1989 год — 1195 чел. - 2001 год — 1596 чел. - 2009 год — 1569 чел. - 2014 год — 1675 чел. |